# Parco nazionale Folgefonna
Il parco nazionale Folgefonna è un parco nazionale della Norvegia, nella contea di Hordaland. È stato istituito nel 2005 e occupa una superficie di 545,2 km² a tutela dell'omonimo ghiacciaio.